# L. Ron Hubbard
Pour les articles homonymes, voir Hubbard.
Lafayette Ronald Hubbard, dit L. Ron Hubbard, né le 13 mars 1911 à Tilden dans le Nebraska, et mort le 24 janvier 1986  à Creston en Californie, est une personnalité américaine, fondateur de la scientologie, dont la précédente carrière était celle d'auteur de science-fiction.
Il est surtout connu pour avoir élaboré, en 1950, avec l'aide de sa femme Sara Northrup, la Dianétique, pseudo-science qu'il décrit comme une technique de développement personnel, et finalement comme fondateur de la secte « scientologie ». Il la déclare comme une religion en décembre 1953, date à laquelle la première Église de scientologie est fondée. Il supervise ensuite la croissance de ce qui devient une organisation mondiale, avant de revenir à l'écriture de science-fiction à la fin de sa vie.
Lorsque la scientologie est mise en cause dans les années 1970, il est condamné par contumace à quatre ans de prison ferme pour escroquerie en France. Aux États-Unis, s'étant à cette époque retiré de la direction de l'organisation, il n'est pas poursuivi lors de l'affaire d'espionnage Snow White où sa dernière épouse et d'autres dirigeants scientologues sont condamnés.

## Biographie
L. Ron Hubbard est né en 1911 à Tilden, au Nebraska, de Harry Ross Hubbard (1886-1975) et de Ledora May Waterbury.
Son père est né Henry August Wilson à Fayette en Iowa ; devenu orphelin encore enfant, il fut adopté par les Hubbard, des fermiers de Fredericksburg en Iowa. Harry, son père, a servi dans la marine américaine de 1904 à 1908. Sa mère, May, était une féministe qui suivit une formation d’enseignante. Les parents de L. Ron Hubbard se marient en 1909, et il naît en 1911. Son père se réengage en 1917 lors de la déclaration de guerre à l’Allemagne et reste dans la marine jusqu'en 1946 avec un grade d’officier subalterne obtenu en 1934. Il est affecté à la base de Guam dans le Pacifique, où L. Ron Hubbard se rend deux fois dans les années 1920 pour rendre visite à ses parents.

### Jeunesse
Descendant de Balthasar DeWolf (né à Żagań, Silesie), Lafayette Ronald Hubbard est un parent de James DeWolf, seconde fortune américaine de son temps grâce au commerce d'esclaves. Dans sa jeunesse, Hubbard fut un Eagle scout dans les Boy Scouts of America, et voyagea dans plusieurs régions des États-Unis au fil des diverses affectations de son père. Pour les scientologues, il aurait été dès l'époque de l'enfance et de l'adolescence un être hors du commun, tandis que leurs adversaires s'attachent à montrer qu'il n'en est rien. Selon une biographie de J. Gordon Melton, il aurait été initié à l'âge de 12 ans à la psychanalyse par un ancien élève de Sigmund Freud, Joseph Thompson (en), au cours du voyage qui menait la famille Hubbard à la côte est des États-Unis. Pour le policier Arnaud Palisson, cette initiation serait sujette à caution car même dans les biographies de l'Église sa durée et son lieu varient et le journal du jeune LRH ne la mentionne pas.

### Scolarité et diplôme
Après avoir été diplômé de l’école de Woodward pour garçons en 1930, Hubbard s’inscrit à la George Washington University pour suivre des cours d’ingénieur civil. Ses résultats sont médiocres et il abandonne en 1931 sans aucune qualification. Selon d'anciens scientologues, Hubbard se serait proclamé « physicien nucléaire »,, sur la base d'un de ses cours s’intitulant « phénomènes atomiques et moléculaires », bien qu’il n’ait jamais obtenu de notes supérieures à « F » dans cette matière. En fait, lui-même déclare dans une interview avoir eu des notes catastrophiques à l'université ainsi qu'un manque d'engouement pour sa matière principale. En 1930, au cours de sa première année, Hubbard contribue à fonder le club de planeurs de la George Washington University et en est le premier président.
Des années plus tard, Hubbard aurait également affirmé posséder un PhD (doctorat) de l’université de Sequoia en Californie. D'après un site anti-scientologue, cette université n’a jamais donné de cours reconnus par une autorité académique et attribuait des diplômes de complaisance par correspondance. L'universitaire Ian C. Camacho ayant effectué des recherches sur le sujet soutient que cette université était une réelle université et que le doctorat de Hubbard n'était pas un diplôme de complaisance. Hubbard a renoncé ensuite à se prévaloir de ce doctorat.

### Expédition aux Antilles
En 1931, il monte une expédition en voilier aux Antilles, dont les visées scientifiques sont également contestées.

### Premier mariage
En 1933, Hubbard épouse Margaret « Poly » Grubb dont il a deux enfants : L. Ron Hubbard Jr. (1934-1991) et Katherine May (1936-2010). Ils vivent à Bremerton, Washington, durant la fin des années 1930.

### Auteur de science-fiction
Hubbard commence à cette époque à publier de nombreuses histoires d'aventure et de science-fiction dans des Pulps. Auteur prolifique, il publie des nouvelles de science-fiction et surtout des romans de fantasy parus dans Astounding ou Unknown.

### Carrière militaire

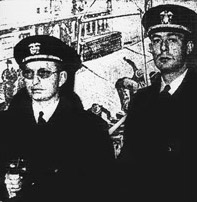
Le sous-lieutenant L. Ron Hubbard (à gauche) en 1943, à Portland, Oregon.

En juin 1941, Hubbard rejoint l'« United States Navy » avec le grade de lieutenant junior (sous-lieutenant) et aura diverses affectations jusqu'à la fin de la guerre. Après l’attaque de Pearl Harbor, il est affecté en Australie puis reçoit le commandement d’un patrouilleur côtier (USS YP-422) basé à Boston (Massachusetts). Après un entraînement à l’école navale en Floride, il reçoit le commandement du chasseur de sous-marin USS PC-815. Il affirme avoir repéré deux sous-marins japonais près de l’embouchure de la Columbia River et en avoir coulé au moins un. Ce fait d’armes n’a jamais été reconnu par l’US Navy, selon Gordon Melton et, selon la Navy, parce que Hubbard aurait pris pour un sous-marin un « dépôt magnétique connu ». Les archives militaires japonaises ne mentionneraient aucun sous-marin coulé dans cette zone.
Les états de service de Hubbard sont controversés, en particulier sur cette affaire de sous-marin et sur le nombre de médailles et citations reçues. L’Église de scientologie met en avant l’estime de ses subordonnés tandis que des adversaires de la scientologie comme Jon Atack ou Russel Miller, citent des rapports concernant l'inaptitude au commandement de Hubbard. Son dossier à l'US Navy fait état de quatre décorations : l'American Defense Service Medal, attribuée à tous les hommes qui étaient sous les drapeaux au moment de l'attaque de Pearl Harbor, l'Asiatic-Pacific Campaign Medal, l'American Campaign Medal et la World War II Victory Medal, attribuée à tous les hommes en service le 9 mai 1945.
Il est hospitalisé à la fin de la guerre. Selon lui, c'est à cette époque, alors qu'il est entouré de blessés de guerre, qu'il commence à réfléchir sur l'importance du mental dans la santé humaine et à son influence sur le corps.

### Membre de l'OTO
En 1945, il s'implique dans les activités de l'Ordo Templi Orientis (OTO) aux côtés d'Aleister Crowley et Jack Parsons ; sans être initié à cet ordre, il participe avec Parsons à la pratique de rituel sexuel magique destiné à appeler une déesse ou « moonchild »,.
Selon Hubbard, il aurait agi dans le cadre d'une mission d'espionnage pour interrompre les activités magiques de Parsons et sauver une jeune fille que Parsons « utilisait » dans un but « magique ».
En 1946, Hubbard quitte son épouse Margaret et épouse Sara « Betty » Northrup, la compagne de Jack Parsons ; le divorce de Hubbard pour bigamie et cruauté, devient un sujet de gros titres à la fin de l’année 1950 lorsque sa seconde épouse l'accuse de tortures et de l'enlèvement de leur fille de 13 mois, Alexis.

### Écrivain
Hubbard retourne à l’écriture de fiction en 1947 ; son œuvre la plus connue de cette période est le roman Return to Tomorrow paru dans le magazine Astounding Science-Fiction.
C’est dans les pages de ce magazine que paraît en mai 1950, le premier article de Ron Hubbard sur la dianétique, annoncé depuis plusieurs mois par le rédacteur en chef John W. Campbell qui le présente comme un travail scientifique important. En parallèle paraît le livre Dianétique : la science moderne de la santé mentale, qui connaît un succès rapide. Dès juillet, le livre est un best-seller, et des « clubs de dianétique » se créent un peu partout dans le pays pour expérimenter la méthode d'audition qu'il décrit. Sa femme, Sara « Betty » Northrup, l'aide dans son œuvre.
Le corps médical réagit rapidement, l'association américaine de psychiatrie exigeant que la dianétique soit soumise à une enquête scientifique.

### Créateur d'une religion puis remariage
En 1952, Hubbard élargit la dianétique en une philosophie laïque qu’il appelle « scientologie ». Cette année-là, Hubbard épouse sa troisième femme, Mary Sue Whipp dont il aura quatre enfants en six ans : Diana, Quentin, Suzette et Arthur: il restera son époux jusqu'à la fin de sa vie.
En décembre 1953, Hubbard déclare la scientologie « religion » et la première Église de scientologie est fondée à Camden au New Jersey. Il déménage vers l’Angleterre à cette époque. Durant le reste des années cinquante, il supervise la croissance de l’organisation dans un bureau à Londres. Entre autres, la scientologie ouvre en 1957 un bureau en Afrique du Sud, ce qui amène ses adversaires à lui imputer des sympathies pour le régime d'apartheid.
En 1959, il achète le manoir de Saint Hill, situé près de la ville d'East Grinstead dans le Sussex. Ce manoir géorgien appartenait au maharajah de Jaipur. Il devient le quartier général mondial de la scientologie.

### Réactions internationales et expansion de la religion
Vers le milieu des années 1960, la scientologie devient sujet de controverses dans le monde anglophone. Le Royaume-Uni, la Nouvelle-Zélande, l’Afrique du Sud, l’État de Victoria en Australie et la province de l’Ontario au Canada mènent des enquêtes sur ses activités.
Hubbard laisse ces attentions indésirables derrière lui, en 1966, d'abord en déménageant vers la Rhodésie, alors sous le coup de sanctions des Nations-unies, et en suivant la déclaration unilatérale d’indépendance de Ian Smith ; mais il est prié de quitter le pays.
En 1967, il prend plus de distance encore avec la controverse attachée à la scientologie, en démissionnant du poste de directeur exécutif, tout en se rémunérant comme « Commodore » d’une petite flotte de navires manœuvrés par des scientologues (adolescents notamment). Il croise pendant les huit années suivantes en Méditerranée. C’est là qu'Hubbard fonde une sorte d'ordre religieux baptisé « Sea Organization » (ou « Sea Org »), avec titres et uniformes inspirés de l'US Navy. La « Sea Org » devient le groupe de gestion internationale de la scientologie.
À cette époque, la Grande-Bretagne tente d'interdire l'accès du pays aux scientologues ; en 1968, Ron Hubbard y est déclaré « étranger indésirable ». Hubbard retourne aux États-Unis vers le milieu des années 1970 et vit en Floride pendant un moment.
Quentin Hubbard, un des fils de Ron Hubbard, aurait été élevé dans la perspective de succéder à son père à la tête de la scientologie. Il meurt en 1976 d'une cause qui demeurera indéterminée. Des hypothèses de suicide et de meurtre ont été avancées, mais aucune n'a été prouvée.

En 1977, les bureaux de scientologie des deux côtes sont perquisitionnés par des agents du FBI cherchant des preuves de l’Opération Snow White, une opération d'infiltration des grandes administrations américaines par la scientologie découverte en 1977, menée par un réseau d’espionnage créé par l’Église. En 1979, l’épouse de Hubbard, Mary Sue, et une douzaine d’autres responsables de la scientologie sont convaincus de conspiration contre le gouvernement fédéral des États-Unis. Hubbard est mentionné, par le procureur fédéral, comme « coconspirateur non poursuivi », et aucun lien ne lui est trouvé avec l'affaire. C'est à cette époque qu'il se retire dans un ranch baptisé Tiny Creston à Creston, en Californie, au nord de San Luis Obispo. 
En 1978, Hubbard est convaincu d'escroquerie et condamné par contumace à quatre ans de prison et à 35 000 FRF (5 300 €) d’amende par un tribunal français.
Dans les années 1980, Hubbard revient à la science-fiction et publie la trilogie Terre champ de bataille puis Mission Terre, dont neuf volumes sur les dix seront publiés à titre posthume.
Hubbard meurt dans son ranch le 24 janvier 1986, à l’âge de 74 ans, d’une attaque cérébrale. Il n’a pas été vu en public durant les cinq années précédentes.

## L'auteur de science-fiction

### Récits de science-fiction

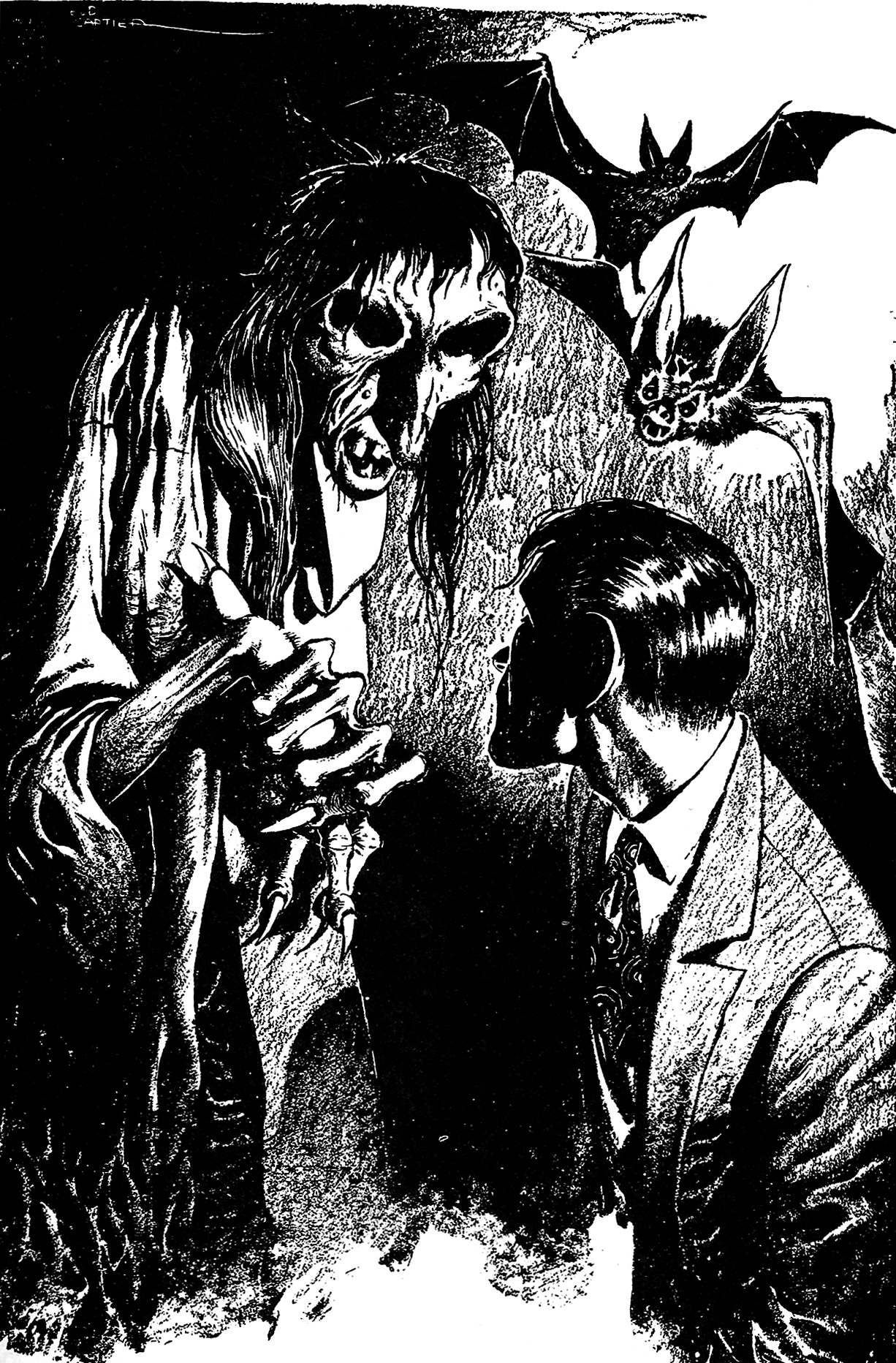
Illustration de Fear par Edd Cartier, dans Unknown de juillet 1940.

Hubbard commence sa carrière d’écrivain par des nouvelles d’aventure publiées dans des magazines bon marché (pulp fiction) durant les années 1930, sous de multiples pseudonymes dont Rene Lafayette, Legionnaire 148, Lieutenant Scott Morgan, Morgan de Wolf, Michael de Wolf, Michael Keith, Kurt von Rachen, Captain Charles Gordon, Legionnaire 14830, Elron, Bernard Hubbel, Captain B.A. Northrup, Joe Blitz et Winchester Remington Colt.
Il commence en 1938 à écrire des récits de science fiction et d’heroic fantasy paraissant dans Astonishing Stories, Astounding ou Unknown.
Il rencontre un premier succès avec la publication dans Astounding de La dimension parallèle, une des premières histoires de téléportation ; mais c'est surtout pour ses textes publiés dans Unknown, plus orientés vers le fantastique, qu'il se taille une vraie réputation. Ses œuvres significatives de cette époque sont Slaves of the sleep où un homme mène une vie double à l'état de veille et dans ses rêves, Death deputy, une histoire de porte-guigne qui paraîtra en français sous le titre de Le Bras droit de la mort ainsi que Typewriter in the sky. Dans ce roman, le héros — nommé de Wolf — se retrouve transporté dans le récit que son ami romancier est en train d'écrire.
En 1940, paraît Fear, fantastique et réaliste à la fois à la façon d'un conte anglais, puis un roman très noir, Final Blackout, récit post apocalyptique qui a pour cadre une Europe ravagée par la guerre.

### Guerre et reprise de la carrière
Cette carrière est interrompue par la Seconde Guerre mondiale. Après avoir quitté la marine à la fin de la guerre, Hubbard retourne à l’écriture de fiction et publie en 1950 Return to Tomorrow (Retour à demain) roman sur le décalage temporel des voyageurs interstellaires, qui fait d’eux des parias.
À cette époque où les romans de science-fiction sont encore exclusivement publiés sous la forme de pulps, deux maisons d'édition spécialisées se créent qui choisiront parmi leurs premières publications en livres Final blackout pour l'une et Slave of Sleep pour l'autre.

### Dianétique et science-fiction
C’est dans les pages du magazine Astounding que paraît en mai 1950 le premier article sur la dianétique, annoncé depuis plusieurs mois par le rédacteur en chef John W. Campbell comme un travail scientifique important.
La communauté de la science-fiction est divisée sur les mérites de cette publication de Hubbard. Isaac Asimov en critique les aspects non scientifiques, et Jack Williamson qualifie la Dianétique de « révision lunatique de la psychologie freudienne » qui « ressemble à une superbe escroquerie rémunératrice ». Mais, Campbell et A. E. Van Vogt s’enthousiasment. Campbell devient le trésorier de Hubbard et Van Vogt interrompt sa carrière d’écrivain pour ouvrir le premier centre de Dianétique à Los Angeles.
Des années plus tard, Hubbard retourne à la science fiction, publiant en 1982 Terre champ de bataille et surtout en 1985 Mission Terre, une grande fresque publiée en une série de dix volumes qui est bien accueillie par de grands auteurs de science fiction et remporte le prix cosmos 2000 en France. Ces dernières œuvres de science fiction de Hubbard se vendent bien mais sont en partie jugées à l'aune des opinions sur la scientologie. Selon un journal de San Diego les ventes des livres de Hubbard auraient été artificiellement gonflées par les scientologues qui auraient acheté en masse des exemplaires pour manipuler les statistiques des meilleures ventes, tandis qu'à l'inverse un magazine de science-fiction se vit reprocher d'avoir accepté un encart publicitaire.

### Science-fiction et dianétique
En 1983, il lance le concours « Les écrivains du futur » qui existe encore aujourd'hui, dont le but est de lancer de jeunes écrivains n'ayant jamais encore publié, et qui accueille dans son jury des auteurs comme Isaac Asimov et Jack Williamson réconciliés, Ray Bradbury, Theodore Sturgeon, Robert Silverberg, Frank Herbert, Anne McCaffrey. Il écrit aussi un scénario, non publié, Revolt in the Stars, qui met en scène les enseignements des « niveaux avancés » de la scientologie.
En 2000, Battlefield Earth: A Saga of the Year 3000, adaptation cinématographique de Terre, champ de bataille est un fiasco, qui se voit attribuer sept Razzie Awards réservés aux pires films de l'année.
En 2006, le Livre Guinness des records attribue à Ron Hubbard le record de l'auteur le plus traduit et le record de l'auteur le plus publié dans le monde, avec 1084 œuvres publiées en 71 langues.

## L'inventeur de la dianétique
En mai 1950, Hubbard publie un livre intitulé Dianétique : La Science Moderne de la Santé Mentale et décrivant une technique de développement personnel. Avec la dianétique, Hubbard introduit le concept d’audition, une thérapie à deux personnes basée sur des questions-réponses et focalisée sur les souvenirs pénibles. D’après Hubbard, l’audition dianétique peut éliminer les problèmes émotionnels, guérir les maladies physiques et augmenter l’intelligence. Dans son introduction, Hubbard écrit « La création de la dianétique est une étape pour l’homme, comparable à la découverte du feu et est supérieure aux inventions de la roue et de l’arc ».
L’éditorialiste du New York Daily Mirror, Walter Winchell, écrit le 31 janvier 1950 : « Quelque chose de nouveau, appelé la Dianétique, va arriver en avril. C’est une nouvelle science qui marche d’une façon aussi invariable que les lois de la science physique, mais dans le domaine du mental. Selon toutes les apparences, elle s’avérera aussi révolutionnaire pour l’humanité que la découverte et l’utilisation du feu par l’homme des cavernes. »
Dianetics, the Modern Science of Mental Health se vend à 150 000 exemplaires dans l’année de sa publication chez Hermitage House. Tandis qu'elle se diffuse, la dianétique devient l’objet d’observations critiques par la presse et les autorités médicales. En septembre 1950, The New York Times publie un avertissement de l’« American Psychological Association » sur le sujet : « L’association attire l’attention sur le fait que les prétentions (de la dianétique) ne sont pas confortées par des preuves expérimentales » et met en garde contre « les techniques étranges de la dianétique » tant qu’elles n’ont pas été validées par une expérimentation scientifique. Consumer Reports, dans une évaluation de la dianétique en août 1951, écrit : « On cherche en vain dans Dianétique la modestie généralement associée à l’annonce d’une découverte médicale ou scientifique », et souligne que ce livre est devenu « la base d’une nouvelle secte ». L’article remarque qu’à l’étude du texte de Hubbard, on est surpris depuis le début par la tendance à la généralisation et aux déclarations autoritaires non soutenues par des preuves ou des faits. Consumer Reports met en garde ses lecteurs contre « la possibilité de préjudices sérieux pouvant provenir de l’abus de l’intimité de confidences faite dans la relation entre l’auditeur et le patient », un risque qui serait d'autant plus sérieux « dans une secte sans tradition professionnelle ».
La « Hubbard Dianetic Research Foundation » est créée à Elizabeth, dans le New Jersey. Cinq bureaux régionaux sont ouverts dans d’autres villes américaines avant la fin de l’année 1950. Hubbard abandonne la fondation en dénonçant certains de ses anciens associés comme « communistes »,.

## Le fondateur de la scientologie

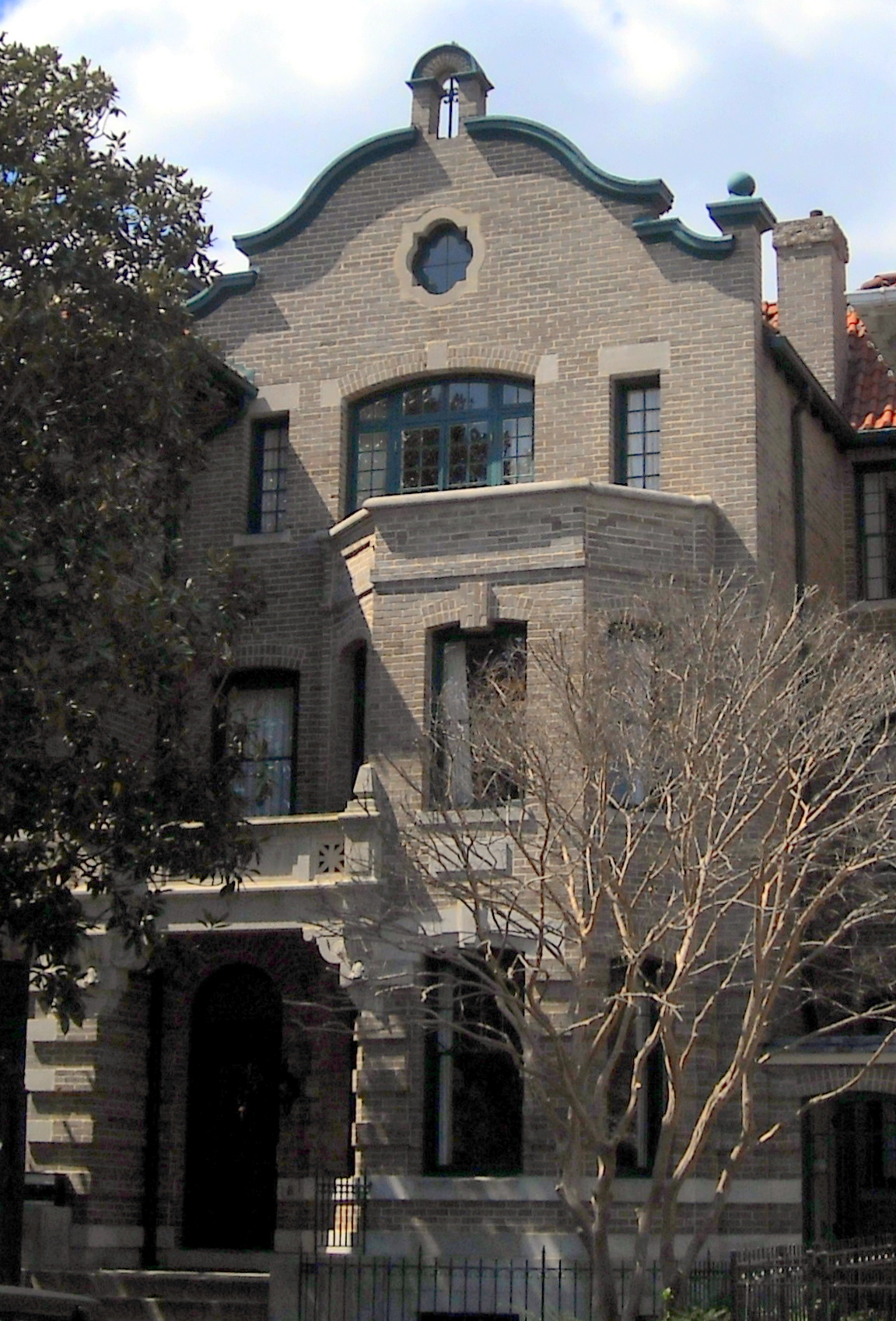
L'académie de scientologie créée en 1955 à Washington, D.C. est devenue le musée L. Ron Hubbard.

En 1952, Hubbard élargit la Dianétique en « scientologie ».
Hubbard déclara avoir conduit des années de recherches intensives sur la nature de l’existence humaine. Pour décrire ses découvertes, il développa un vocabulaire avec beaucoup de néologismes. Il codifia un ensemble d’axiomes et de « philosophie religieuse appliquée » qui promettent d’améliorer l’état de l’esprit humain, qu’il appelle « Thétan ». L’essentiel de la scientologie se focalise sur la réhabilitation du Thétan.
Les adeptes d’Hubbard croient que sa « technologie » leur donne accès à leurs vies antérieures, dont les traumas conduisent à des défaillances dans le présent, sauf s'ils sont « audités ». À cette époque, Hubbard introduit un appareil de biofeedback dans la procédure d’audition. Il le baptise « Hubbard Electropsychometer » ou « E-meter » bien qu’il ait été conçu par M. Volney Mathison, un chiropracteur adepte de la dianétique. Il ne s’agit que d’un ohmmètre logarithmique, sur le principe du Pont de Wheatstone c'est-à-dire d’un appareil, banal en électronique permettant de mesurer des valeurs très petites de la résistance placée entre ses électrodes. Cet appareil, proche des détecteurs de mensonges de l’époque, est utilisé par les scientologues durant l’ « audition » pour évaluer la « masse mentale » entourant le « Thétan ». Cette « masse » est censée empêcher le « Thétan » de réaliser pleinement son potentiel.
Selon Hubbard, une bonne partie des maladies physiques seraient psychosomatiques et celui qui, comme lui, a atteint l’état révélateur de « Clair » et est devenu un « Thétan Opérant » sera relativement préservé des maladies.
D’après ses biographes, Hubbard s'est donné beaucoup de peine pour supprimer son recours à la médecine moderne, attribuant ses symptômes à des attaques de forces malicieuses, autant spirituelles que terrestres. Hubbard souligna que l’humanité était menacée par de telles forces, qui résultaient des « mémoires négatives » (ou « engrammes »), stockées dans l’inconscient (ou mental réactif), certaines portées en un « Thétan » immortel depuis des milliards d’années. En conséquence, Hubbard décréta que la seule possibilité de salut de l’esprit était un effort concerté pour « clarifier la planète », c’est-à-dire apporter les « bénéfices » de la scientologie à tout le monde, partout, et attaquer toutes les forces, sociales ou morales, hostiles aux intérêts du mouvement.
Les motivations de Ron Hubbard concernant la fondation de la scientologie, de même que ses sources d'inspiration ont été sujettes à diverses conjonctures. Son expérience d'écrivain de science-fiction et de fantastique est fréquemment rappelée à propos de l'élaboration des théories sur les thétans et la création du mythe de Xénu.
Certains anciens scientologues, s'appuyant en particulier sur le témoignage de Virginia Downsborough, une ancienne membre de la Sea Org, affirment qu'à l'époque où il créa ces théories, il était en permanence sous l'emprise de drogues hallucinogènes, en dépit de ses discours contre toute drogue ou médicament.
D'autres, comme l'ex-scientologue Jon Atack, estiment que Hubbard s’est fortement inspiré dans les principes de la scientologie des expériences occultes de l'Ordo Templi Orientis qu'il a menées au côté d'Aleister Crowley et Jack Parsons, ; selon des sociologues, il ne s'agirait que d'une influence parmi d'autres, voire minime,.
Certains documents, qui auraient été écrits par Hubbard lui-même, suggèrent qu’il considérait la scientologie comme une entreprise, pas comme une religion. Une lettre qui lui est attribuée par ses détracteurs, datée du 10 avril 1953, dit qu’appeler la scientologie « une religion » résout « un problème d’affaires pratique », et que l’ériger en religion parvient à des fins « plus justes… avec ce que nous avons à vendre ». Dans une directive officielle de 1962, il aurait écrit « La scientologie de 1970 sera préparée sur la base d’une organisation religieuse à travers le monde. Cela ne doit pas contrecarrer, en aucune manière, les activités habituelles de toute organisation. Il s’agit uniquement d'un travail de comptable et de juriste. »
Des propos qu'il aurait tenus sont fréquemment rapportés : « Je vais inventer une religion qui me rapportera une fortune. Je suis fatigué d’écrire pour un penny le mot ».
À l'inverse, dans une interview donnée en 1958 au Dr Stillson Judah, théologien et professeur d’histoire religieuse, Hubbard explique qu'à la suite de ses travaux sur la Dianétique, s'étant confronté au fait que l'homme était son propre esprit et que le domaine qu'il explorait maintenant était celui de la spiritualité, il avait dû se rendre à l'évidence qu'il avait pénétré le champ de la religion.
En 1958, la fondation de scientologie de Washington DC, a perdu son statut d’exonération de taxes à cause des émoluments de Hubbard qui s'élevaient à plus de 108 000 $ sur une période de quatre ans et ce, en plus du pourcentage des revenus bruts (habituellement 10 %) qu’il recevait,.
Justice Latey, juge de la Haute Cour de Justice de Londres, eut des déclarations très critiques concernant Hubbard et la scientologie,,.

## LeCommodorede la «Sea Org»
En septembre 1966, Hubbard quitte ses fonctions de leader administratif de l'Église de scientologie. Il se consacre alors au développement des niveaux supérieurs de la scientologie. Il fait l'acquisition d'une flotte de trois bateaux et s'embarque avec des scientologues de longue date qui le soutiennent dans ses recherches[Quoi ?]. Ceux-ci ne sont pour la plupart pas familiers avec la vie en mer, et ont tout à apprendre du maniement d'un bateau en haute mer,. En 1967 il établit officiellement « l'organisation maritime » (sea org), ordre religieux dont le premier objectif est de former des scientologues dévoués aux niveaux supérieurs de scientologie, afin de les envoyer dans les organisations prévues à cet effet.
Selon d'anciens scientologues, Hubbard avait à son service personnel les « Messagers » qui transmettaient ses ordres, et desquels était attendue une obéissance aveugle et immédiate ; ils évoquent des punitions brutales telles que l’incarcération et l’estrapade, l'impossibilité de vie familiale entre le temps consacré au service et celui des auditions, ainsi que l'implication d'enfants très jeunes. D'autres restés fidèles au mouvement accordent à cette expérience de vie en mer avec Hubbard « une valeur inestimable ». Il était attendu des membres de la Sea Org une loyauté et un dévouement absolus ; en cas de faute, ils pouvaient éviter l'exclusion comme « fair game » en se soumettant à un programme de réhabilitation ; selon Melton certains dirigeants actuels seraient eux-mêmes passés par cette réhabilitation.
Certains textes de cette époque attribués à Hubbard décrivent des procédures pour « résister » aux « personnes suppressives », c'est-à-dire les gens ou les groupes qui cherchent activement à nuire à la scientologie ou à un scientologue par des actes suppressifs. Ils préconisent des comportements criminels, l’exploitation des lois et des tromperies, et en particulier la « propagande noire », campagne de diffamation pour détruire la réputation de la personne. L’Église de scientologie affirme que ces propos étaient sortis de leur contexte, qu'ils ont depuis été retirés de sa doctrine, et que cette ligne de conduite n’existe plus, affirmation vigoureusement contestée par les critiques de l’Église.
En 1971, suivant les consignes de Hubbard, l'organisation maritime assume la direction internationale de l'Église de scientologie. La vie en mer de Hubbard et de l'organisation maritime s'arrête en 1975, date à laquelle cette dernière s'installe à terre tout en continuant d'assumer ses fonctions. Hubbard vivra alors en Floride pendant quelques années.

## Procès
À partir des années 1970, Hubbard est concerné par des poursuites judiciaires dans plusieurs pays, lors de procès impliquant diverses organisations de la scientologie.
Procès pour escroquerie
En 1978, en France, des scientologues sont convaincus d'escroquerie en première instance au terme de six années de procédure. Il leur est reproché de réaliser « une pression intellectuelle et morale sur les personnes attirées par l'espérance d'un meilleur équilibre personnel, d'une plus grande réussite professionnelle et en définitive du "bonheur" » pour vendre des livres, formations et autres services à un coût totalement disproportionné par rapport à leur valeur intrinsèque. Ils sont tous relaxés en appel ou en opposition au jugement,.
Hubbard, qui, outre les droits d'auteur sur ses livres et autres matériels, aurait perçu 10 % du revenu brut des différentes filiales de l'Église, est condamné par contumace à quatre ans de prison et à 35 000 FRF d’amende. En janvier 2013, la Cour d'appel de Caen a rappelé qu'il n'avait jamais été cité et n'avait pas eu l'occasion de faire opposition, et que sa condamnation tombait sous le coup de la réhabilitation, donc devait être considérée comme non avenue[source insuffisante].
L'opération Snow White
En 1977, les bureaux de scientologie des deux côtes sont perquisitionnés par des agents du FBI cherchant des preuves de l’opération « Snow White », un réseau d’espionnage et d'infiltration de diverses organisations monté par l’Office du gardien dans le but de faire disparaître des documents sur celle-ci et sur Hubbard. À cette occasion est découverte la mise en œuvre de la politique de « propagande noire » attribuée aux préconisations de Hubbard envers les adversaires de scientologie.
En 1979, l’épouse de Hubbard, Mary Sue, et une douzaine d’autres responsables de la scientologie sont convaincus de conspiration contre le gouvernement fédéral des États-Unis. Hubbard est mentionné, par le procureur fédéral, comme « coconspirateur non poursuivi » ; aucun lien direct ne lui est trouvé avec l'affaire, l'Office du Gardien ayant, selon l'Église, agi de sa propre initiative. L'épouse de Hubbard est condamnée à quatre années de prison.
Affaire Gerry Armstrong
En 1984, un procès oppose la scientologie à Gerry Armstrong, ancien scientologue exclu de l'Église de scientologie et déclaré « suppressif » en novembre 1981. Celui-ci, scientologue depuis dix ans et membre de la Sea Org, participe en janvier 1980 à la destruction de divers documents sur ordre de l'organisation qui craignait une opération de police. Il a accès à cette occasion aux carnets de jeunesse d'Hubbard, qu'il conserve, et obtient l'autorisation de l'Église de scientologie de faire des recherches complémentaires pour la rédaction d'une biographie confiée à l'écrivain Omar Garrison. Selon Russel Miller, c'est quand il veut faire rectifier la biographie officielle de l'Église de scientologie qu'il est exclu de celle-ci et déclaré « suppressif » en novembre 1981. Lors du procès, Armstrong se plaint du harcèlement lié à la politique de « fair game » envers les « suppressifs » dont il a fait l'objet de la part de l'Église, tandis que celle-ci lui reproche le détournement de documents, les atteintes à la vie privée et le non-respect du contrat. Gerry Armstrong reconnaît aussi avoir eu des contacts répétés avec l'IRS et la CIA, lesquels lui ont été reprochés par l'Église qui a vu en lui l'un de leurs agents. Le procès aboutit à un compromis en 1986, par lequel l'organisation verse 800 000$ à Armstrong. Armstrong est par la suite reconnu coupable à plusieurs reprises par des tribunaux des États-Unis d'avoir violé le compromis et est condamné à payer 800 000 dollars à L'Église de scientologie. Il part vivre au Canada pour éviter d'avoir à répondre d'une peine de prison de 26 jours.

## Mort et autopsie

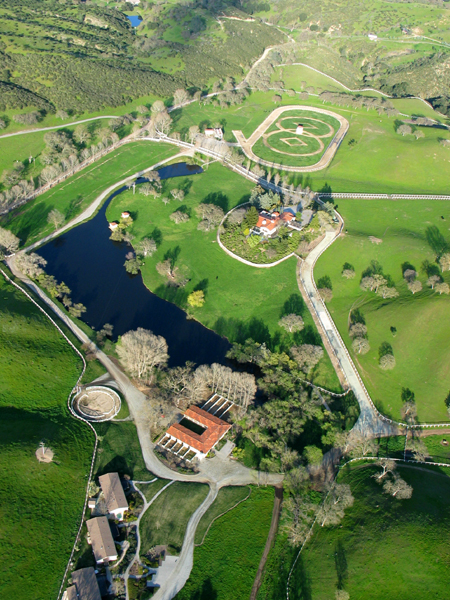
Vue aérienne du ranch de Californie où Hubbard passa les dernières années de sa vie.

Hubbard meurt dans son ranch le 24 janvier 1986, à l’âge de 74 ans d’une attaque cérébrale. Il n’a pas été vu en public durant les cinq années précédentes. L’Église de scientologie annonce que Hubbard s’est « délibérément débarrassé de son corps pour faire des recherches d’un plus haut niveau spirituel sans être encombré de son enveloppe mortelle ».
Selon certains sites internet comme Xenu.net, l'autopsie obtenue par le médecin légiste du comté de San Luis Obispo pour vérifier s'il avait pu y avoir une intoxication aurait révélé qu'il avait reçu du Vistaril (médicament à base d'hydroxyzine) quelques jours avant sa mort, qu'il présentait dix traces de piqûre sur la fesse droite et qu'il était atteint selon son médecin personnel, Gene Denk, d'une pancréatite chronique alcoolique mais qu'aucune trace de stupéfiant ni de poison n'apparaissait. Le médecin de Ron Hubbard déclare aussi dans l'enquête qu'il le soignait depuis 8 jours de manifestations de dysphasie qui ne lui laissaient pas de doute sur l'issue rapide de sa dégénérescence neurologique à la suite de sa première attaque cérébrale. L'administration d'hydroxyzine par voie intramusculaire (qui est présumée à la lecture de l'autopsie chez différents auteurs) ou par voie orale étant initialement réservée aux personnes souffrant de graves manifestations psychiatriques (permet la contention chimique) ou encore présentant des troubles de l'addiction aux narcotiques ou des troubles aigus de l'alcoolisme, sembla déplacée et paradoxale chez Hubbard qui avait souvent dénoncé en public l'usage de la drogue et des médicaments à vocation psychiatrique.

## Succession
Bien qu'ayant abandonné toute responsabilité dans la gestion de la scientologie, Hubbard aurait continué à en percevoir des revenus importants, les membres de l’Église étant redevables de donations tarifées pour les cours, les auditions, les livres et les « E-meters », dont une partie lui revenait  en sus des royalties sur ses œuvres. Le magazine « Forbes » estima ses revenus provenant de la scientologie en 1982 à plus de 40 millions de dollars US. Cependant, Hubbard a nié avoir reçu ces émoluments, à plusieurs reprises par écrit. Il proclamait n’avoir jamais reçu d’argent de l’Église.
Après l'Opération Snow White, l'« Office du Gardien » avait été démantelé, et dans la réorganisation ayant suivi, les scientologues de haut rang mêlés à cette affaire avaient été écartés des instances dirigeantes.
En mai 1982, Ron Hubbard et son entourage ont créé la Church of spiritual technology chargée de percevoir ses droits d'auteurs sur ses publications.
En mai 1987, David Miscavige, l'un des anciens assistants personnels de Hubbard se saisit de la présidence du « centre de technologie religieuse (RTC) », la société commerciale détenant les marques et symboles déposés de la dianétique et de la scientologie. Bien que le « centre de technologie religieuse » soit une entreprise distincte de l’Église internationale de scientologie, Miscavige est aussi le dirigeant de cette « église », Herber Jantzsch étant le président de l’Église internationale de scientologie.

## Controverses biographiques
La biographie de Ron Hubbard est fort controversée et beaucoup de détails de sa vie sont litigieux. D’une part, les quelques biographies publiées par l'Église de scientologie présentent Hubbard et ses diverses réalisations sous un éclairage hagiographique. D’autre part, les biographies de Hubbard écrites par des journalistes indépendants ou par d’anciens scientologues peignent un tableau beaucoup moins flatteur de Hubbard et contredisent dans beaucoup de cas le matériel présenté par l'organisation,. En dernier lieu quelques universitaires ont écrit sur le sujet, analysant à la fois les biographies de l'Église et celles de ses détracteurs,.
Une des premières controverses sur la biographie de Hubbard est celle liée à la découverte puis à l'exploitation d'archives personnelles de Ron Hubbard par Gerry Armstrong, qui donna lieu au procès exposé plus haut. Selon Russel Miller, c'est quand il voulut faire rectifier la biographie officielle de l'Église de scientologie qu'il fut exclu de celle-ci et déclaré « suppressif » en novembre 1981. Russell Miller exploita ces carnets dans une biographie Bare-Faced Messiah (Le gourou démasqué), où il mettait en exergue le caractère fabulateur de ces récits de jeunesse, et présentait le caractère de Hubbard sous un jour fort peu flatteur. Il insiste entre autres sur la période de la Seconde Guerre mondiale, ainsi que sur les récits des voyages en Asie de Hubbard, où des commentaires péjoratifs sur les Chinois ou les lamas tibétains sont assez éloignés du récit officiel disant « Ron parla de regarder les moines méditer durant des semaines […] il tira profit de cette occasion unique d’étudier la culture d’Extrême-Orient ». L'Église de scientologie tenta de faire interdire sa publication pour utilisation de matériel sous copyright à des fins de dénigrement systématique, mais n'obtint pas gain de cause.
En 1987, une autre biographie fit également scandale, où était impliqué le propre fils de Ron Hubbard. Celui-ci, L. Ron Hubbard Jr., après avoir changé son nom pour Ron DeWolfe, avait attaqué son père à plusieurs reprises dans certains medias, en particulier lors d'une interview dans Penthouse, où il l'accusait de toxicomanie, de pratique de rituels sataniques et d'être un menteur invétéré. Quelques années plus tard, Bent Corydon reprit ses allégations dans la biographie qu'il écrivait, « Ron Hubbard, Messiah or Madman? », où il était prévu de créditer Ron DeWolfe comme coauteur. Celui-ci refusa et rétracta ses accusations initiales en 1987 dans un affidavit.
Une étude de l'université de Marburg fait le point sur ces différentes biographies.
La collection "Ron" qui comprend une douzaine de fascicules illustrés, confectionnée par les scientologues eux-mêmes dans les années 1990, contient une prise en compte de données issues de la masse de documents inédits relatifs à Hubbard et développe une autre appréciation de la trajectoire du fondateur. Le film américain The Master de Paul Thomas Anderson en 2012, accumulant les récompenses, brosse un portrait transparent de Ron Hubbard à travers le rôle de Lancaster Dodd. Il est le fait d'artistes d'Hollywood dont le compagnonnage avec la scientologie ne s'est guère démenti depuis les années 1950, de Errol Flynn à Tom Cruise et de B. de Mille à Paul Anderson.

## Œuvres

### Livres de fantasy et science-fiction
Ron Hubbard a écrit plus d'une centaine de romans de fiction. Cette bibliographie ne comprend que les titres des livres traduits en français.
Les dates sont celles de la publication en France.
- Romans :
  - Terre champ de bataille, Presses Pocket Science-fiction no 5280 5281 et 5282, 1985.
  - Mission Terre, suite romanesque en dix volumes, Presses de la Cité, 1988-1990.
  - Return to To-Morrow - Retour à demain, trad. A. Audiberti, Fleuve Noir, Coll. Anticipation, no 98, 1957.
  - Doc Mathusalem, Presses de la Cité, 1993.
  - Final Black-out, Presses de la Cité, 1992.
  - Fear, 1991 - Au bout du cauchemar, trad. Michel Demuth, Presses de la Cité, Presses Pocket, Coll. Science-Fiction no 5543,  (ISBN 2-266-00690-8), 1991.
  - Death's Deputy, 1940 - Le bras droit de la mort, trad. Igor B. Maslowski, Hachette, Romans extraordinaires - L'Énigme, 1951.
- Nouvelles :
  - La Dimension périlleuse, in L'âge d'or de la SF (4e série), Opta, Fiction-Spécial no 21, 1973.
  - Quand montent les ombres, in Histoires galactiques, Livre de Poche, La Grande Anthologie de la SF, no 3774.
  - Derrière la nébuleuse noire, in Les Pièges de l'espace, Le Masque SF, no 53, 1977.

### Livres de dianétique et de scientologie
Par ordre chronologique de publication :
- Dianétique, la Thèse Originelle, New Era Publications, Dernière édition 2007.
- Évolution d'une Science, New Era Publications, Dernière édition 2007.
- La Dianétique, la Puissance de la pensée sur le Corps, New Era Publications, Dernière édition 2007.
- Science de la Survie, New Era Publications, Dernière édition 2007.
- Self Analyse, New Era Publications, Dernière édition 2007.
- Procédure Avancée et Axiomes, New Era Publications, Dernière édition 2007.
- Guide pour préclairs, New Era Publications, Dernière édition 2007.
- scientologie, une Histoire de l'Homme, New Era Publications, dernière édition 2007.
- scientologie 8/80, New Era Publications, dernière édition 2007.
- scientologie 8/8008, New Era Publications, dernière édition 2007.
- La Création des Aptitudes Humaines, New Era Publications, dernière édition 2007.
- Dianétique 55, New Era Publications, Dernière édition 2007.
- scientologie, les Fondements de la Vie, New Era Publications, dernière édition 2007.
- Les Problèmes du Travail, New Era Publications, dernière édition 2007.
- Une Nouvelle Optique sur la Vie, New Era Publications, dernière édition 2007.
- scientologie 8/08, le Livre des Fondements, New Era Publications, dernière édition 2007.
- Introduction à l'Éthique de scientologie, New Era Publications, dernière édition 2007.
- Un Corps Pur, l'Esprit Clair, New Era Publications, dernière édition 2007.

### Autres
- Le chemin du bonheur (The way to happiness), L. Ron Hubbard Library, dernière édition 2007.

### Films
Les films suivants furent réalisés à partir des scénarios de Ron Hubbard 
- 1964 : The Mastery of GPMs
- 1964 : The Bank and Its Pattern
- 1964 : The Pattern of the Bank
- 1966 : Composition of the Bank
- 1966 : General Information
- 1966 : Auditing Demonstration
- 1966 : The Technical Materials
- 1967 : Affinity (dont il fut également réalisateur et producteur)
- 1976 : How to Set Up a Session and an E-Meter (également réalisateur et producteur)
- 1976 : How the E-Meter Works (également réalisateur et producteur)
- 1976 : Man the Unfathomable (également réalisateur et producteur)
- 1977 : The Secret of Flag Results
- 1978 : An Afternoon at Saint Hill (également réalisateur et producteur)
- 1980 : The Problem of Life (également réalisateur et producteur, ainsi que compositeur et directeur de la photo)
- 1981 : The Auditor's Code
- 1981 : The Cycle of Communication (également producteur et compositeur)
- 1981 : The Case He Couldn't Crack (également réalisateur et compositeur)
- 1985 : The Tone Scale (également réalisateur, producteur, compositeur et narrateur)
- 1985 : E-Meter Reads Drill
- 1988 : Classification, Gradation & Awareness Chart
- 1988 : The Auditor's Code
- 1988 : The History of the E-Meter
- 1989 : TRs in Life (également narrateur)
- 1989 : Assists
- 1995 : Assists
- 1995 : The Art of Communication (également compositeur)
- 1995 : Confessional TRs (également compositeur)
- 1996 : The Cycle of Communication (également narrateur)
- 1996 : Orientation: A Scientology Information Film
- 1997 : The Auditor's Code
- 1997 : Body Motion Reads
- 1998 : The Different TR Courses and Their Criticism

Il est réalisateur, producteur, compositeur et narrateur de :
- 1983 : The Professional TR Course

et compositeur des musiques de 
- 1986 : What Happened to These Civilizations?
- 1988 : The Married Couple

## Prix Ig Nobel
Il reçoit un prix Ig Nobel en 1994 « pour son crépitant Grand Livre, "La Dianétique", très profitable pour l’humanité ou pour une partie d’entre elle ».